# Udodi Onwuzurike
Udodi Chudi Onwuzurike (* 29. Januar 2003 in Detroit, Michigan, Vereinigte Staaten) ist ein nigerianischer Leichtathlet, der sich auf den Sprint spezialisiert hat.

## Sportliche Laufbahn
Erste internationale Erfahrungen sammelte Udodi Onwuzurike im Jahr 2021, als er bei den U20-Weltmeisterschaften in Nairobi in 20,21 s die Goldmedaille im 200-Meter-Lauf gewann und kam dort mit der nigerianischen 4-mal-100-Meter-Staffel nicht ins Ziel. Im Jahr darauf erreichte er bei den Weltmeisterschaften in Eugene das Halbfinale über 200 Meter und schied dort mit 20,39 s aus und im 100-Meter-Lauf kam er mit 10,26 s nicht über die erste Runde hinaus. Zudem wurde er im Staffelbewerb in der Vorrunde disqualifiziert. Anschließend belegte er bei den Commonwealth Games in Birmingham in 20,76 s den sechsten Platz über 200 Meter und gewann mit der Staffel in 38,81 s gemeinsam mit Favour Ashe, Alaba Akintola und Raymond Ekevwo die Bronzemedaille hinter den Teams aus England und Trinidad und Tobago. 2023 wurde er NCAA-Collegemeister im 200-Meter-Lauf und im Jahr darauf sicherte er der nigerianischen 4-mal-100-Meter-Staffel bei den World Athletics Relays auf den Bahamas einen Startplatz bei den Olympischen Sommerspielen in Paris. Dort ging er jedoch nur über 200 Meter an den Start und schied dort mit 20,71 s im Halbfinale aus.
2022 wurde Onwuzurike nigerianischer Meister in der 4-mal-100-Meter-Staffel.

## Persönliche Bestleistungen
- 100 Meter: 9,92 s (+1,4 m/s), 26. Mai 2023 in Sacramento
  - 60 Meter (Halle): 6,59 s, 25. Februar 2023 in Seattle
- 200 Meter: 19,76 s (+0,6 m/s), 7. Juni 2023 in Austin
  - 200 Meter (Halle): 20,17 s, 10. März 2023 in Albuquerque